# Морилло, Эрик
Э́рик Майкл Мори́лло (англ. Erick Michael Morillo; 26 марта 1971, Нью-Йорк, Нью-Йорк — 1 сентября 2020, Майами-Бич, Флорида) — американо-колумбийский диджей, продюсер и музыкант. Владелец лейбла Subliminal Records. Резидент в Ministry of Sound.
Имеет звания «Лучший международный диджей» 2002, 2005 и 2006 года и «Лучший хаус-диджей» 1998, 2001 и 2003 годов по версии DJ Awards (Ибица, клуб «Pacha»). В 2010 году журнал DJ Magazine составил список «Top 100 DJ Poll», в котором Морилло занял 48-е место.

## Биография
Эрику с детства нравились латиноамериканские ритмы, рэгги и хип-хоп; играть он начал уже в 11 лет — на домашних вечеринках и свадьбах друзей семьи. В хаус-тусовку он попал благодаря знакомству с Марком Энтони. После того, как Морилло купил первое необходимое оборудование, он начал отправлять свои работы на лейблы Nervous и Strictly Rhythm. Долгое время ему приходили отказы, пока Strictly не получили от него трек «The New Anthem», подписанный Reel 2 Real. Сразу вскоре после того, как Anthem был подписан, Эрик представил «I Like To Move It», — трек, ставший впоследствии платиновым в Голландии, золотым — в Британии, Германии, Франции и Бельгии. На волне успеха молодой продюсер отправился в турне по Европе, получил несколько титулов от Billboard и других премий, после чего решил вернуться к любимому диджейскому ремеслу.

### Продюсирование и собственный лейбл
В 1997 году при содействии своих друзей и партнеров, Гарри Ромеро (Harry Romero) и Хосе Нуньеса (Jose Nunez), Эрик стал основателем Subliminal Records.
В 1999 и 2000 годах Subliminal стал «Лейблом года» по версии Muzik Awards. На его сублейблах Sondos, Subliminal Soul, Bambossa и Subusa выходили образцы самой разнообразной музыки.
Морилло активно выступал как диджей, совмещая эту деятельность со студийной работой. Кроме проведения еженедельных вечеринок Sessions в Нью-Йорке, он вывел Subliminal в свет, устраивая ивенты вроде ежегодной вечеринки в Crobar во время «Зимней конференции». В 2001 году Subliminal Sessions в Pacha получили титул «Лучшие вечеринки Ибицы». Также В 2004 году они получили приз в номинации Best Night журнала Mixmag.
Был продюсером популярного в 1990-е годы проекта Reel 2 Real. Сингл «I Like To Move It» стал мировым хитом. Также Морилло продюсировал много других треков, которые выходили под псевдонимами Ministers De la Funk, The Dronez (совместный проект с Harry 'Choo Choo' Romero и Jose Nunez), RAW, Smooth Touch, RBM, Deep Soul, Club Ultimate, Li’l Mo Ying Yang. Скончался 1 сентября 2020 года.

### Смерть
Был найден мертвым в своём доме в Майами-Бич 1 сентября 2020 года; в полиции сообщили, что обстоятельства смерти изучаются. Спустя два дня артисту предстояло предстать перед судом по обвинению в сексуальном преступлении.

## Дискография

### Синглы
1992
- The New Anthem (Funky Budda) (Reel 2 Real)
- Muevelo (Reel 2 Real)
- Te Ves Buena (Reel 2 Real)

1993
- I Like to Move It (Reel 2 Real)
- Latin Flavor (R.B.M.)
- Gettin' Me Hot (Platinum Crew)
- Carnival '93 (Club Ultimate)
- The Boy (R.B.M)
- Rhythmz (Deep Soul)
- Unbe (R.A.W.)
- House Of Love In My House (Smooth Touch)
- Go On Move (Reel 2 Real)

1995
- Carnival '95 (Club Ultimate)
- Reach (Lil Mo' Yin Yang)
- Conway (Reel 2 Real)

1996
- Dime Si Son Latinos (Reel 2 Real feat. Proyecto Uno)
- Mueve La Cadera (Reel 2 Real feat. Proyecto Uno)
- Jazz It Up (Reel 2 Real)
- Are You Ready For Some More (Reel 2 Real)

1997
- Fun (Da Mob feat. Jocelyn Brown)
- Partay Feeling (B-Crew)
- Tripping (Smooth Touch)

1998
- It’s All Good (Da Mob feat. Jocelyn Brown)
- Distortion (Pianoheadz)

1999
- Believe (Ministers De-La-Funk feat. Jocelyn Brown)

2002
- Come Make Me Over

2003
- Dancin' (Erick Morillo feat. (Harry «Choo Choo» Romero & Jose Nunez)

2004
- Refresher (Time Of Your Life)
- My World (Erick Morillo feat. P. Diddy)

2005
- Break Down The Doors (Erick Morillo feat. Audio Bullys)
- What Do You Want (Erick Morillo feat. Terra Deva)
- Waiting In The Darkness (Erick Morillo feat. Leslie Carter)

2006
- Jazz In Your Face
- Call Me (The Dronez feat. Shawnee Taylor)
- Tonite (MNM feat. Shawnee Taylor)
- Dance I Said (Erick Morillo feat. P. Diddy)

2007
- Life Goes On (Richard Grey vs. Erick Morillo feat. Jose Nunez & Shawnee Taylor)

2008
- Make A Move (Harry «Choo Choo» Romero feat. Erick Morillo & P. Diddy)
- Where Are You Now? (DJ DLG feat. Erick Morillo)

2009
- Say The Word (Richard Grey feat. Erick Morillo feat. Maboo & Nicole Da Silva)
- I Get Lifted (Erick Morillo feat. (Deborah Cooper)

2010
- I Feel Love (Ministers De-La-Funk feat. Duane Harden)
- Alive Markus (Binapfl & Erick Morillo feat. Fiora)

### Ремиксы
1993
- Yolanda — (Reality)
- Whoomp There It Is — (Tag Team)

1995
- One Moment In Time — (Stex)
- What I Need — (Crystal Waters)

1996
- Keep It Up (Hipgrinders)

1997
- Dreams (Smokin' Beats)
- Fly Life (Basement Jaxx)

1998
- She Wants You (Billie)
- Found A Cure (Ultra Naté)
- In My Life (Josè Nuñez)
- Good Love (Richard F.)
- Ain’t No Mountain High Enough (Jocelyn Brown)

1999
- Don’t Call Me Baby (Madison Avenue)
- Bailamos (Enrique Iglesias)
- Not Over You Yet (Diana Ross)
- Red Alert (Basement Jaxx)
- Big Love (Pete Heller)
- Hold On (Josè Nuñez)

2000
- Welcome To The Jungle (Thick Dick)
- My Only Love (Bob Sinclar)
- Scream & Shout (The Committee)
- I Feel For You (Bob Sinclar)
- Brasil Over Zurich (Tanga Chick)
- Sunday Shouting (Johnny Corporate)
- I’m Your Baby Tonight (Whitney Houston)

2001
- Sexual Revolution (Macy Gray)
- I’m So Crazy (Par-T-one)
- Keep On Touchin' Me (Jaimy & Kenny D.)
- Keep The Love (Money Chocolate)
- Austin’s Groove (Kid Crème)
- You & Me (LL Cool J)
- Close to My Heart (Ano Natsu no Mama de) (Misia)
- Last Dance (Superfunk)

2002
- Air Race (Josè Nuñez)
- Thrill Me (Junior Jack)
- Lady (Modjo)

2003
- Born Too Slow (Crystal Method)

2004
- What Happened (Harry «Choo Choo» Romero)

2005
- Father (Anthony Rother)

2010
- «Live Your Life» (Erick Morillo & Eddie Thoneick feat. Shawnee Taylor)

2011
- «Hello Good Morning» (Diddy & Dirty Money)